# 格兰河畔鲁茨韦勒
格兰河畔鲁茨韦勒是德国莱茵兰-普法尔茨州的一个市镇。总面积1.59平方公里，总人口314人，其中男性158人，女性156人（2011年12月31日），人口密度197人/平方公里。